# Ivan Jakovina
Ivan Jakovina (Lukavac, Bosna i Hercegovina, 1934. – Požega, 14. rujna 2011.), učitelj, knjižničar, novinar i publicist.

## Životopis
Ivan Jakovina rodio se 1934. u obrtničkoj obitelji, od majke Slavonke i oca iz Hrvatskog zagorja. 
Školovao se u Slavonskome Brodu (1941. – 1953.). Kao učitelj službuje u selima Požeštine (Jeminovac, Ivandol, Zakorenje) do 1962. Zatim odlazi na dužnost direktora Narodne knjižnice i čitaonice u Požegi, a 1965. postavljen je za direktora, glavnog i odgovornog urednika, novinara i tehničkog urednika Požeškoga lista.
Kao sudionik političkih previranja, poznatijim pod nazivom Hrvatsko proljeće, isključen je iz Saveza komunista i smijenjen s rukovodnih dužnosti. Nastavlja raditi kao tehnički urednik i novinar, do umirovljenja 1993. godine.
Surađivao je s Jednotom iz Daruvara, zagrebačkim Večenjim listom, Našim planinama i Hrvatskim planinarom, te drugim listovima i časopisima. Bio je urednik Biblioteke Papuk, autor knjige Fino i naopako Šijačijom, a pjesme je pisao za dušu i prijatelje.
Potaknuo je i ostvario mnoge kulturološke projekte i manifestacije (časopisi, izložbe, promocije, tribine, spomen-obilježja...) Angažirano je pisao o temama vezanim uz zaštitu prirode, posebice zaštiti gorskoga potoka Dubočanke, protiv odlaganja nuklearnog otpada na Papuku, prestanku iskorištavanja kamena na padinama Lapjaka u Velikoj itd.
Bio je aktivan član nekolicine udruga i društava, te pripadnik Požeške građanske straže. Uz priznanje za profesionalni rad, dobio je i najviša vatrogasna, športska i planinarska odlikovanja, kao i titulu Veliki Grgur. Godine 2004. dobio je od grada Požege nagradu za životno djelo

## Vanjske poveznice
- Alan Čaplar: Ivan Jakovina, In Memoriam  Arhivirana inačica izvorne stranice od 19. veljače 2021. (Wayback Machine)